# Collision Course... Paradox 2
Collision Course…Paradox 2 (soms aangegeven als Paradox 2: Collision Course is het negende studiomuziekalbum van de Deense rockband Royal Hunt. Het album is opgenomen in Denemarken. Het album klinkt behoorlijk melodieus, met af en toe een grunt. De teksten gaan over de botsing tussen de Westerse en Oosterse culturen. Het album gaat verder op hun eerdere album Paradox. Mark Boals is de gelederen komen versterken; hij zong eerder in de band van Yngwie Malmsteen.

## Musici

### Royal Hunt
- André Andersen – toetsen en gitaar
- Mark Boals – zang
- Marcus Jidell – gitaar
- Allan Sorensen – slagwerk
- Per Schelander – basgitaar

### Aanvullingen
- Kenny Lubcke – backing vocals
- Maria McTurk – backing vocals
- Ian Perry - backing vocals
- Doogie White - backing vocals
- Henrick Brockmann - backing vocals
- Soma Allpass - backing vocals, cello
- Michelle Raitzin - backing vocals
- Patricia Skovgaard - viool
- Erik Rosenqvist - houtblazers, accordeon

## Composities
Allen door André Andersen.
1. "Principles Of Paradox" – 5:42
2. "The First Rock" – 4:47
3. "Exit Wound" – 6:29
4. "Divide And Reign" – 5:25
5. "High Noon At The Battlefield" – 3:57
6. "The Clan" – 4:39
7. "Blood In Blood Out" – 6:04
8. "Tears Of The Sun" – 6:00
9. "Hostile Breed" – 5:07
10. "Chaos A.C." – 3:25